# Qurayha
 (février 2025).
Qurayha (arabe : القريحاء) est un village près de la ville de Bareq dans la province d'Asir, au sud-ouest de l'Arabie saoudite. Qurayha est situé à 377 mètres d'altitude et la population s'élève à 4556 habitants.